# Slit
Les Slit forment une famille de glycoprotéines jouant un rôle important dans le neurodéveloppement des bilatériens.

## Fonctions

### Guidage axonal
Dans le système nerveux central, Slit est sécrété par les cellules gliales de la ligne médiane. Slit a une action de répulsion sur les protéines Roundabout (abrégé Robo). Les neurones dont le cône de croissance expriment Robo ne peuvent donc pas traverser la ligne médiane. Pour traverser cette ligne, les cônes de croissance produisent alors des protéines Commissurless qui dévient les vésicules contenant Robo vers des lysosomes. Les protéines Robo sont donc détruites avant de passer la membrane plasmique et ne pourront pas interagir avec les Slit. Le neurone peut alors passer ligne médiane.
Une fois cette ligne passée, les neurones arrêtent d'exprimer Commissurless. Ils expriment donc de nouveau Robo, ce qui permet de les empêcher de retraverser la ligne médiane dans l'autre sens.